# Antonae

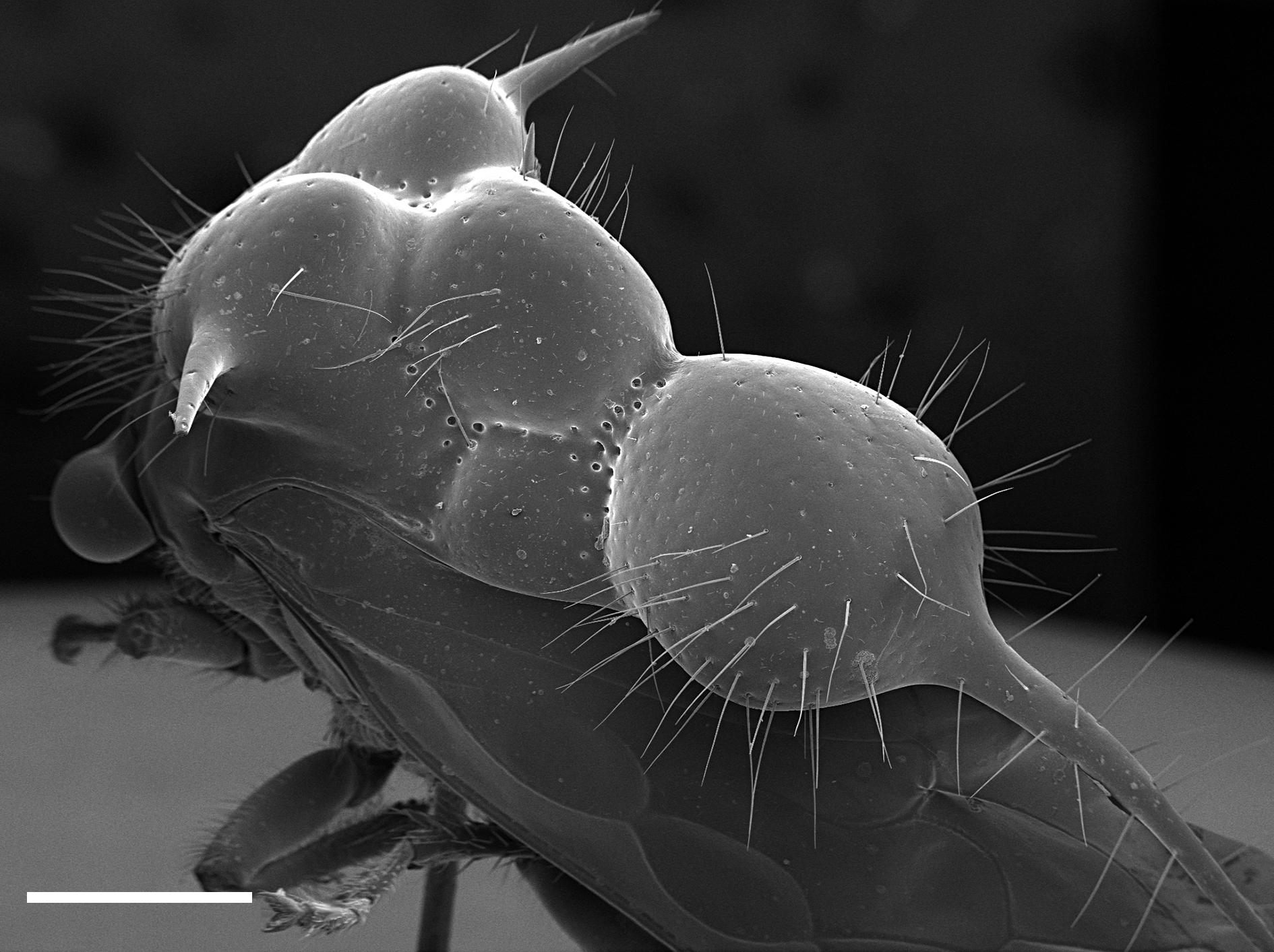
Antonae guttipes, Rasterelektronenmikroskopische Aufnahme; Maßbalken = 1 mm

Antonae ist eine Gattung der Buckelzirpen, einer Familie der Rundkopfzikaden (Cicadomorpha) aus der Überfamilie der Membracoidea.

## Merkmale
Die Zikaden dieser Gattung sind etwa 6,9 bis 10,2 Millimeter groß, sie sind meist gelblich gefärbt, oft mit schwarzen Flecken oder schwarz mit gelben Flecken. Das Pronotum ist durch eine Einschnürung in einen vorderen und einen hinteren Teil gegliedert. Der vordere Teil ist gerundet und hat oft seitliche Dornen. Der hintere Teil ist vorn rund und relativ dick. Ähnliche Buckelzirpen gehören z. B. zu den Gattungen Ilithucia, Parantonae und Lallemandia. Die Gattung Illithucia wurde zeitweise als Synonym von Antonae angesehen (z. B. im Katalog der Membracidae) gilt aber wieder als eigenständige Gattung.

## Verbreitung
Die Vertreter der Gattung kommen in der Neotropis, im nördlichen Südamerika, Mittelamerika und Mexiko vor. Relativ viele Arten, nämlich zehn, sind aus Kolumbien bekannt. Erst vor wenigen Jahren wurde erstmals eine Art der Gattung aus Brasilien beschrieben. Manche Arten kommen in relativ großen Höhen (3000 bis 4000 m) vor, wo sie mit Pflanzen der Gattung Espeletia vergesellschaftet sind. Andere Arten kommen aber auch in den Regenwäldern der Tiefländer vor (z. B. Anotonae guttipes).

## Lebensweise
Die erwachsenen Tiere kommen meist einzeln vor, manchmal wurden Nymphen mit Erwachsenen in Gruppen unter Blättern oder an den Pflanzenspitzen gefunden. Die Larven sind im Haarkleid der Pflanzen sehr gut getarnt. Die Antonae-Zikaden leben nahezu ausschließlich auf Pflanzen der Familien Asteraceae und Solanaceae, wo sie Phloem saugen.

## Systematik
Die Gattung enthält mindestens 21 Arten.
- Antonae bulbosa Funkhouser
- Antonae centrotoides Walker
- Antonae ciliata Fairmaire
- Antonae dilatatus Richter
- Antonae elegans Fowler
- Antonae eva Schmidt
- Antonae flaccida Fairmaire
- Antonae gracilicornis Richter
- Antonae guttipes Walker
- Antonae incornigera Richter
- Antonae incrassata Fairmaire
- Antonae inflata Stål
- Antonae nigerrima Richter
- Antonae nigropunctata Goding
- Antonae nigrovittata Richter
- Antonae nodosa Funkhouser
- Antonae pacificata Buckton
- Antonae praegrandis Richter
- Antonae sufflava Richter
- Antonae terminata Fairmaire
- Antonae tigrina Fairmaire